# Porfyrión
Porfyrión byl v řecké mytologii synem boha temné díry Tartara a bohyně země Gaie. Byl jedním z nejsilnějších Gigantů (divokých obrů), někde byl označován i za "krále Gigantů". V průběhu vzpoury Gigantů proti olympským bohům se pokusil zmocnit Héry, za což ho Zeus bleskem srazil na zem.